# Villiers-sur-Marne
Villiers-sur-Marne je vzhodno predmestje Pariza in občina v  departmaju Val-de-Marne osrednje francoske regije Île-de-France. Leta 2011 je imelo naselje 27.222 prebivalcev.
Villiers-sur-Marne skupaj z občinama Bry-sur-Marne in Noisy-le-Grand sestavlja enega od štirih sektorjev "novega mesta" Marne-la-Vallée.

## Geografija
Villiers-sur-Marne leži ob reki Marni 15 km vzhodno od središča Pariza.
Občino sestavlja dvanajst četrti: Les Portes de Villiers (trgovsko središče), Les Hautes Noues, Les Armoiries/Le Château, Les Boutareines (igrišče za golf, Ikea, Bricorama), Les Perroquets, Les Ponceaux, Les Luats, Le Bois de Gaumont, Le quartier du Désert, Les Fontaines Giroux (studio SFP/INA), Center in Les Morvrains.

## Administracija
Villiers-sur-Marne je sedež istoimenskega kantona, v katerega je poleg njegove vključena še občina Le Plessis-Trévise s 46.532 prebivalci. Kanton je sestavni del okrožja Nogent-sur-Marne.

## Zgodovina
7. julija 1899 se je del ozemlja občine ločil in združil z deli ozemelj La Queue-en-Brie in Chennevières-sur-Marne, ki so skupaj osnovali novo občino Le Plessis-Trévise.

## Pobratena mesta
- Bishop's Stortford (Združeno kraljestvo),
- Entrocamento (Portugalska),
- Friedberg (Nemčija).